# Platysympus tricarinatus
Platysympus tricarinatus är en kräftdjursart som beskrevs av Hansen 1920. Platysympus tricarinatus ingår i släktet Platysympus och familjen Lampropidae. Arten är reproducerande i Sverige. Inga underarter finns listade i Catalogue of Life.